# Everspace 2
Everspace 2 est un jeu vidéo d'action-RPG développé et édité par Rockfish Games. Il est la suite d'Everspace. Le jeu est sorti pour Microsoft Windows en avril 2023, et est sorti sur Xbox Series et PlayStation 5 en août 2023.

## Système de jeu
Everspace 2 est un jeu vidéo de combat spatial joué à la troisième personne. Contrairement à son prédécesseur, Everspace 2 ne présente aucun élément couramment trouvé dans les jeux roguelike. Le monde du jeu est divisé en plusieurs grands niveaux à travers une série de systèmes stellaires, qui peuvent être librement explorés par les joueurs. Le vaisseau spatial du joueur peut être équipé de diverses armes. Les joueurs peuvent acheter de nouveaux navires auprès de marchands de navires en utilisant des crédits. Des améliorations de navire, telles que de nouveaux canons, une arme secondaire et des attaques spéciales, peuvent également être achetées. Les types de navires sont similaires aux classes de personnages, car chacun d'eux possède ses propres compétences et capacités uniques. Lorsqu'un ennemi est vaincu, les joueurs peuvent récupérer leurs ressources et leurs équipements. Au fur et à mesure que le joueur progresse, il peut s'équiper de meilleurs équipements et affronter des ennemis plus coriaces.

## Développement
Everspace 2 a été développé par une équipe de 20 personnes chez Rockfish Games. Selon Rockfish, le jeu avait un budget nettement plus important que son prédécesseur. Le studio a également dû faire appel à Streamline Studios pour développer du contenu pour le jeu en raison de sa portée élargie. L'équipe a décidé de créer un Action-RPG au lieu d'un autre jeu roguelike car l'équipe s'est rendu compte qu'il y avait une forte demande pour un jeu de combat spatial en monde ouvert comme Freelancer.
Everspace 2 a été annoncé par Rockfish Games en août 2019 à la Gamescom. Une campagne de financement participatif sur Kickstarter pour le jeu a été lancée fin 2019, récoltant plus de 500 000 € pour son développement. Initialement prévu pour être publié sur Steam via un accès anticipé à la mi-décembre 2020, il a été reporté au 18 janvier 2021 pour éviter de concurrencer Cyberpunk 2077. Une démo gratuite du jeu, qui comprend les cinq premières missions principales et deux missions secondaires, est sortie en août 2021. Le jeu est sorti dans son intégralité sur PC le 6 avril 2023. Les versions PlayStation 4 et Xbox One du jeu ont été annulées car l'équipe ne voulait pas baisser la qualité pour aucune plate-forme. Rockfish a sorti le jeu sur PlayStation 5 et Xbox Series le 15 août 2023. Une version physique du jeu, éditée par Maximum Games, est actuellement prévue pour octobre 2023.

## Accueil

### Réception critique
Selon l'agrégateur de critiques Metacritic, le jeu a reçu des critiques généralement positives lors de son lancement. Selon OpenCritic, 93% des 30 critiques recommandent le jeu.
Renata Price de Vice a décrit le jeu comme "l'un des meilleurs shooter spatial depuis des années", louant son combat, son contrôle et sa conception de carte. Écrivant pour PC Gamer, Ian Evenden a décrit le jeu comme "Diablo dans l'espace" et "une aventure spatiale ingénieusement conçue". Jon Bolding d' IGN a fait l'éloge du gameplay du jeu, bien qu'il ait estimé que son récit et sa distribution de personnages étaient inintéressants, et a critiqué son cadre pour être dérivé et non original.

### Ventes
Au 2 mai 2023, le jeu s'était vendu à plus de 300 000 exemplaires.